# Кисин, Константин Вадимович
Константин Вадимович Кисин (род. 25 декабря 1982, Москва) — британский писатель-сатирик, подкастер, автор и политический обозреватель. Кисин в прошлом писал для ряда изданий, включая Quillette, The Spectator, The Daily Telegraph и Standpoint, по вопросам, касающимся технической цензуры, воук-культуры, комедии и тем «культурной войны», но в настоящее время публикует статьи на эти темы в своем аккаунте на платформе Substack. С 2018 года он является одним из организаторов канала Triggernometry на YouTube и подкаста с участием другого комика и соведущего Фрэнсиса Фостера.

## Ранние годы
Родился и вырос в Москве в еврейской семье. Его отец Вадим Витальевич Кисин (род. 1962), выпускник химического факультета МГУ, инженер, был заместителем министра РФ по сотрудничеству с государствами-участниками СНГ (1995—1996). Его опыт жизни в СССР во многом определяет его собственные политические взгляды сегодня. В возрасте 11 лет он переехал в Великобританию.

## Карьера
С апреля 2018 года Кисин — соведущий шоу «Триггернометрия», YouTube-канала и подкаста. Шоу посвящено свободе слова и открытому обсуждению ряда спорных тем с участием гостей из разных слоев общества. Среди гостей были Сэм Харрис, Брет Вайнштейн, Дуглас Мюррей, Джордан Петерсон, Адам Каролла, Билл Берр, Эндрю Дойл, Дэвид Фрост, Тео фон, Коулман Хьюз, Мэтт Уолш, Луиза Перри, Питер Хитченс, Марк Блит, Эндрю Адонис, Дайана Флейшман, Скотт Адамс, Лоуренс Фокс, Карл Бенджамин, Мелани Филлипс, Род Лиддл, Джулия Хартли-Брюэр, Джон Кёртис, Мэттью Гудвин, Хелен Дейл, Кэлвин Робинсон, Стивен Вульф, Джефф Норкотт, Кэтлин Сток, Пол Эмбери, Кэтрин Бирбалсингх, Найджел Фарадж, Тоби Янг, Ариэль Пинк, Дебби Хейтон, Стивен Фрай, Бен Шапиро и Михаил Светов.
В 2018 году Кисин попал в заголовки газет, когда отказался подписать форму «соглашения о поведении», заявляющую о «политике нетерпимости» в отношении расизма, сексизма, классизма, эйджизма, гомофобии, бифобии, ксенофобии, исламофобии, антирелигиозных и антиатеистических настроений, когда его попросили выступить на концерте по сбору средств для ЮНИСЕФ в SOAS Лондонского университета. В форме поясняется, что эти темы не запрещены, но говорится, что темы следует обсуждать «уважительно и не оскорбительно» и представлять их «уважительно и доброжелательно». После того, как Кисин отказался согласиться с этими условиями и решил не выступать, общество ЮНИСЕФ в кампусе в SOAS извинилось и пояснило, что они не хотят «навязывать гостям согласие на все, во что они не верят». Союз студентов SOAS заявил, что он не требует от внешних спикеров подписывать какие-либо контракты перед выступлениями и что ЮНИСЕФ в кампусе общества «чрезмерно усердно» интерпретировал руководящие принципы. Оправдывая свои действия после того, как выяснилось, что Кисин согласился на аналогичные ограничения для другого концерта в 2017 году, он заявил, что «абсолютно уверен, что в правилах [контракта 2017 года] нет ничего о религии, атеизме, уважении или доброте». «Если бы было, я бы не согласился» — заявил он..
В 2019 году он представил своё шоу «Оруэлл, который хорошо заканчивается» на Эдинбургском фестивале Fringe и получил неоднозначные отзывы. Daily Telegraph включила шоу в свой список лучших комедийных шоу Эдинбургского фестиваля, Журнал Student назвал его «веселым и освежающим», в то время как журнал Fest Magazine назвал его «необдуманным, реакционным вздором», а The Jewish Chronicle описал Кисина как «антагонист» и оценил шоу на 2/5. В 2022 году, участвуя в подкасте на Joe Rogan Experience, Кисин подтвердил, что в настоящее время он не занимается стендапом.
В марте 2022 года он появился в качестве участника дискуссии в первом выпуске BBC Question Time после начала Россией военных действий в Украине. Он говорил о том, что ничего, кроме стыда за свою страну (Россию) не чувствует, и рассказывал о страданиях членов его семьи, находящихся в Украине, из-за обстрелов.
Кисин — автор книги «Любовное письмо иммигранта Западу», ставшей бестселлером Sunday Times в первую же неделю публикации.
В 2023 году Кисин участвовал в дебатах Оксфордского профсоюзного общества, утверждая, что глобальный климатический кризис не может быть решен протестами «пробуждения» в богатых странах, а только технологическим прогрессом в направлении чистой энергии.